# Cuerpo General de Bomberos Voluntarios del Perú

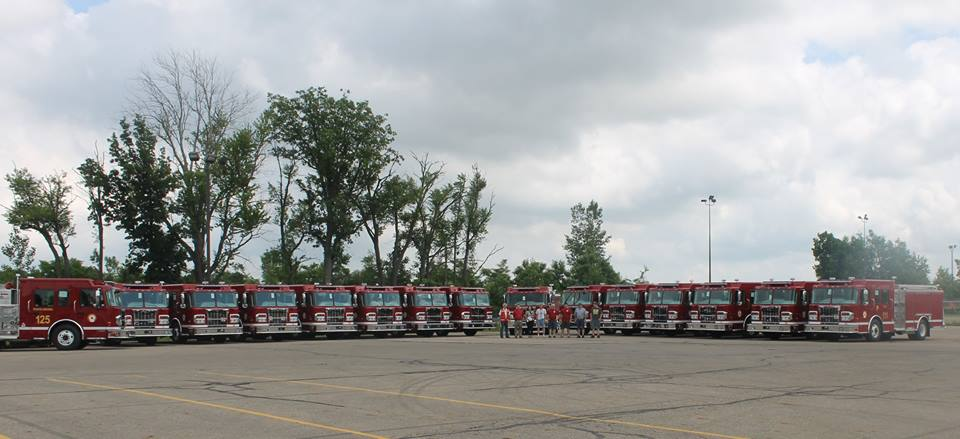
Autobombas multipropósito Spartan ERV del CGBVP - Peru

El Cuerpo General de Bomberos Voluntarios del Perú (CGBVP) es la autoridad competente en materia de prevención, control y extinción de incendios, realiza acciones de atención de accidentes vehiculares y emergencias médicas, rescate y salvataje de vidas expuestas a peligro. Brinda sus servicios de manera voluntaria a toda la comunidad debido a su vocación de servicio, sensibilidad social, entrega y disciplina.

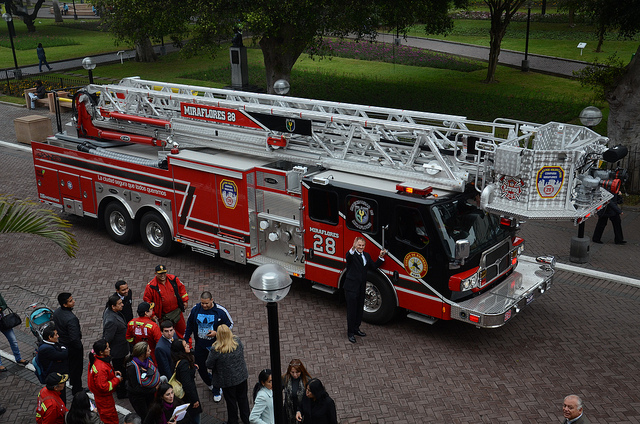
Plataforma Miraflores 28

El CGBVP es una Institución consolidada, científica y técnicamente preparada que cumple con su misión, con equipos y maquinarias modernas que permiten un accionar más rápido y efectivo, con personal voluntario capacitado mediante técnicas actualizadas. La difusión de las recomendaciones sobre accidentes y desastres disminuyó el riesgo de siniestros. El ámbito de acción del CGBVP abarca todo el territorio nacional, incluso las zonas que estaban desprotegidas.

## Breve reseña histórica del CGBVP
El 24 de febrero de 1860 se fundó la compañía de Paita Nº1 
El Cuerpo General de Bomberos Voluntarios del Perú fue fundado el 5 de diciembre de 1860, tiene como objetivo el de unificar los diferentes cuerpos de bomberos, que de manera independiente trabajaban en el territorio peruano. El 5 de diciembre de 1953, juramentó la Junta Directiva Previsional.
Sin embargo, la historia de los bomberos en el Perú, data de mucho tiempo atrás, durante la época de la Colonia, donde ya existían brigadas contra incendios compuestas por carpinteros, barberos, autoridades civiles, etc., las cuales acudían al llamado de un incendio al oír las campanas de las iglesias. Ya luego de independencia del Perú, el 5 de diciembre de 1860, se funda la primera compañía de bomberos la Compañía de Bomberos Chalaca No 1, por iniciativa de los diferentes comerciantes del puerto del Callao, que veían continuamente amenazados su negocios por el fuego. Posteriormente esta compañía adoptó el nombre de Unión Chalaca.
Es oportuno dar a conocer que días previos a la fundación de la Compañía Chalaca N° 1; el 24 de noviembre de 1860, a iniciativa del Alcalde de la provincia litoral de Paita del departamento de Piura, se fundó la Compañía Contra Incendios por Grifos Paita N° 1. Sin embargo, esta unidad bomberil no mantuvo una actividad permanente.
Es preciso hacer mención que contribuyeron a la Fundación del CGBVP los señores comandantes Juan Baselli y Glicerio García Campos, quienes hicieron un periplo por el Perú invitando a comandantes de diversas compañías de bomberos para la Segunda Asamblea Regional del Norte que se realizaría en la ciudad de Huacho en enero de 1953.
Fue en esa ocasión que la II Asamblea Regional del Cuerpo de Bomberos Nor Peruano Tercera Región, se constituyó en Asamblea Nacional, ya que había representantes de los Cuerpos de Bomberos de Lima y del Callao, así como de varias compañías existente.

## Compañías de Bomberos y Máquinas operativas en Lima - Callao y Arequipa
- Compañía de Bomberos Voluntarios Union Chalaca N.º 1 Màquinas operativas M1-1 Materiales Peligrosos/autobomba M1-5 Autobomba Amb-1

- Compañía de Bomberos Voluntarios Roma n.º 2. Máquinas operativas M2-1: "Giovanni Berninzoni" M2-5: "Manuel Guillermo Suarez pinzas" Amb-2: "Martires de la fiebre amarilla" Res-2: "Heroes del Sesquicentenrario" Reslig-2: "Emilio Longui" Aux-2 "Giuseppe Prefumo"

- Compañía de Bomberos Voluntarios France n.º 3. Máquinas operativas M3-1 Amb-3 Res-3 Esc-3

- Compañía de Bomberos Voluntarios Lima n.º 4. Máquinas operativas M4-1 MATPEL-4 Res-4 Snorkel-4 Amb-4 Aux-4(rescate animal) RESLIG-4 (Rescate ligero)

- Compañía de Bomberos Voluntarios Italia n.º 5. Máquinas operativas M5-1 M5-5 Med-5

- Compañía de Bomberos Voluntarios Garibaldi n.º 6. Máquinas operativas M6-1 Amb-6 Res-6

- Compañía de Bomberos Voluntarios Garibaldi n.º 7. Máquinas operativas M7-1 M7-5 Res-7 Amb-7
- Compañía de Bomberos Voluntarios British Fire Brigade Victoria n.º 8. Máquinas operativas M8-1 Amb-8 Res-8 Esc-8

- Compañía de Bomberos Voluntarios Salvadora Callao n.º 9. Máquinas operativas M9-1 M9-5 Amb-9 Med-9

- Compañía de Bomberos Voluntarios Salvadora Lima n.º 10. Máquinas operativas M10-1 M10-3 Res-10 Amb-10 Esc-10

- Compañía de Bomberos Voluntarios Cosmopolita n.º 11. Máquinas operativas M11-1 M11-2 Res-11 Cist-11 Elec-11 PLT-11 RESLIG-11 Med-11-1 Med-11-2 Med-11-3 Amb-11
- Compañía de Bomberos Voluntarios Mollendo n.º 12

Máquinas Operativas M12-1 Amb-12-1 Amb-12-2 MATPEL-12 -reslig-12 Unidad Acuática-12 (Lancha)
- Compañía de Bomberos Voluntarios Olaya n.º 13. Máquinas operativas M13-1 M13-2 Amb-13 Cist-13
- Compañía de Bomberos Voluntarios Internacional n.º 14. Máquinas operativas M14-1 Res-14 Esc-14 Amb-14 Maptel-14 Elec-14 PC-14 (Puesto comando)
- Compañía de Bomberos Voluntarios Callao n.º 15. Máquinas operativas M15-1 Med-15 Res-15
- Compañía de Bomberos Voluntarios Grau n.º 16. Máquinas operativas M16-1 M16-2 "La víbora" Res-16 Med-16
- Compañía de Bomberos Salvadora Cosmopolita n.º 17
- Compañía de Bomberos Voluntarios Perú n.º 18. Máquinas operativas M18-1 M18-5 Med-18
- Compañía de Bomberos Voluntarios Arequipa n.º 19

Máquinas Operativas
M19 Esc-19 Amb-19 Aux-19
- Compañía de Bomberos Voluntarios Huacho n.º 20. Máquinas operativas M20-1 Cist-20 Res-20 Amb-20
- Compañía de Bomberos Voluntarios Rimac n.º 21. Máquinas operativas M21-1 Res21 Amb-21 Cist-21
- Compañía de Bomberos Voluntarios Salvadora Ica n.º 22. Máquinas operativas M22-1 Res-22 Cist-22 Med-22 Amb-22
- Compañía de Bomberos Voluntarios Salvadora Pacasmayo n.º 23
- Compañía de Bomberos Voluntarios Tacna n.º 24
- Compañía de Bomberos Voluntarios Piura n.º 25
- Compañía de Bomberos Voluntarios Salvadora Trujillo n.º 26.
- ((Compañía de Bomberos Voluntarios Salvadora Chiclayo n.º 27))
- Compañía de Bomberos Voluntarios Miraflores n.º 28. Máquinas operativas M28-1 Res-28 Med-28 Amb-28 Esc-28 Matpel-28 Aux-28 Cist XXVI
- Compañía de Bomberos Voluntarios Salaverry n.º 29.
- Compañía de Bomberos Voluntarios César Augusto Habich Sosa n.º 30
- Compañía de Bomberos Voluntarios Paita n.º 31 - Paita
- Compañía de Bomberos Voluntarios Chosica n.º 32. Máquinas operativas M32-1 M32-4 Res-32 Med-32 Amb-32 Matpel-32 Elec-32
- Compañía de Bomberos Voluntarios Salvadora Chimbote n.º 33
- Compañía de Bomberos Voluntarios La Punta n.º 34. Máquinas operativas M34-1 Amb-34 PC-34- Aux-34
- Compañía de Bomberos Voluntarios Camana n.º 35

Máquinas Operativas
M35 Amb-35 Aux-35-1 Aux-35-2 Res-35
- Compañía de Bomberos Voluntarios Magdalena n.º 36. Máquinas operativas M36-1 Res-36 Med-36 Amb-36 Elec-36-2 Esc-36 Aux-36
- Compañía de Bomberos Voluntarios Nuestra Señora de las Mercedes n.º 37. Máquinas operativas Amb-37 Aux-37
- Compañía de Bomberos Voluntarios Salvadora Chincha n.º 38 Máquinas operativas M38-4 Med-38
- Compañía de Bomberos Voluntarios Cusco n.º 39
- Compañía de Bomberos Voluntarios Catacaos n.º 40
- Compañía de Bomberos Voluntarios Belén n.º 41
- Compañía de Bomberos Voluntarios Puno n.º 42
- Compañía de Bomberos Voluntarios Sullana n.º 43 Máquinas operativas M43-1, Esc 43, Res 43, Amb 43.
- Compañía de Bomberos Voluntarios Huaral n.º 44. Máquinas operativas M44-1 M44-4 Res-44 Amb-44
- Compañía de Bomberos Voluntarios Salvadora Chepén n.º 45
- Compañía de Bomberos Voluntarios Pucallpa n.º 46
- Compañía de Bomberos Voluntarios Oxapampa n.º 47
- Compañía de Bomberos Voluntarios Jauja n.º 48
- Compañía de Bomberos Voluntarios Cañete n.º 49. Máquinas operativas M49-1 Res-49 Med-49 Amb-49
- Compañía de Bomberos Voluntarios Canchis n.º 50
- Compañía de Bomberos Voluntarios Chulucanas n.º 51
- Compañía de Bomberos Voluntarios Salvadora Huánuco n.º 52
- Compañía de Bomberos Voluntarios San Román n.º 53
- Compañía de Bomberos Voluntarios San Ramón n.º 54
- Compañía de Bomberos Voluntarios Ferreñafe n.º 55
- Compañía de Bomberos Voluntarios Huancavelica n.º 56
- Compañía de Bomberos Voluntarios Quillabamba n.º 57
- Compañía de Bomberos Voluntarios Tarma n.º 58
- Compañía de Bomberos Voluntarios Cajamarca n.º 59
- Compañía de Bomberos Voluntarios Antonio Alarco n.º 60. Máquinas operativas M60-1 M60-5 Amb-60
- Compañía de Bomberos Voluntarios Unión Tingo María n.º 61
- Compañía de Bomberos Voluntarios Negritos n.º 62
- Compañía de Bomberos Voluntarios Ayacucho n.º 63. Máquinas operativas M63-1 M63-2 Res-63 Med-63
- Compañía de Bomberos Voluntarios Chanchamayo n.º 64
- Compañía de Bomberos Voluntarios San Martín de Porres n.º 65 Máquinas operativas M65-1 M65-2 Amb-65 Med-65
- Compañía de Bomberos Voluntarios Tumbes n.º 66
- Compañía de Bomberos Voluntarios Talara n.º 67
- Compañía de Bomberos Voluntarios Abancay n.º 68
- Compañía de Bomberos Voluntarios Manuel S. Ugarte y Moscoso - Jaén n.º 69
- Compañía de Bomberos Voluntarios Madre de Dios n.º 70
- Compañía de Bomberos Voluntarios Juan Roberto Acevedo n.º 71
- Compañía de Bomberos Voluntarios Jorge Martorell Flores n.º 72
- Compañía de Bomberos Voluntarios Barranca n.º 73. Máquinas operativas M73-1 Res-73 Amb-73
- Compañía de Bomberos Voluntarios Mariscal Nieto n.º 74
- Compañía de Bomberos Voluntarios Lorenzo Giraldo Vega n.º 75. Máquinas operativas M75-1 M75-5 Res-75 Amb-75
- Compañía de Bomberos Voluntarios Almirante Miguel Grau n.º 76
- Compañía de Bomberos Voluntarios Luis Kaemena Weiss n.º 77

Máquinas Operativas
Rescate 77 - Amb-77 - aux-77 USAR-77 
- Compañía de Bomberos Voluntarios Guillermo Crosby Tizon n.º 78

Máquinas Operativas
M78 Amb-78 Cist-78 ResTec-78 Aux-78
- Compañía de Bomberos Voluntarios Santa Rosa n.º 79
- Compañía de Bomberos Voluntarios Santiago Távara Renovales n.º 80. Máquinas operativas M80-1 M80-4 Amb-80
- Compañía de Bomberos Voluntarios Salvadora Paramonga n.º 81
- Compañía de Bomberos Voluntarios Nazca n.º 82 Máquinas Operativas M82-1 M82-3 Med-82
- Compañía de Bomberos Voluntarios San Miguel n.º 83. Máquinas operativas M83-1 Res-83 Amb-83 Esc-83 Aux-83
- Compañía de Bomberos Voluntarios Santiago Antúnez de Mayolo n.º 84
- Compañía de Bomberos Voluntarios Salvadora Yurimaguas n.º 85
- Compañía de Bomberos Voluntarios Brigadier CBP Eduardo Cruz Rodríguez n.º 86
- Compañía de Bomberos Voluntarios Aguas Verdes n.º 87
- Compañía de Bomberos Voluntarios Salvadora Lambayeque n.º 88
- Compañía de Bomberos Voluntarios Zarumilla n.º 89
- Compañía de Bomberos Voluntarios Túpac Amaru Inca n.º 90 Máquinas operativas Cist90-4 Med-90
- Compañía de Bomberos Voluntarios Libertador Simón Bolívar n.º 91
- Compañía de Bomberos Voluntarios Salvadora Punchana n.º 92
- Compañía de Bomberos Voluntarios San Juan Bautista n.º 93
- Compañía de Bomberos Voluntarios San Antonio n.º 94
- Compañía de Bomberos Voluntarios Carlos Vidal Bergeot n.º 95
- Compañía de Bomberos Voluntarios La Molina n.º 96 Andrés Avelino Cáceres. Máquinas operativas M96-1 Med-96 Amb-96 Res-96
- Compañía de Bomberos Voluntarios Glicerio García Campos n.º 97 - Bagua
- Compañía de Bomberos Voluntarios Óscar Lince Azturizaga n.º 98
- Compañía de Bomberos Voluntarios Ricardo Pérez Meneses n.º 99
- Compañía de Bomberos Voluntarios San Isidro n.º 100. Máquinas operativas M100-1 Res-100 Med-100 Amb-100 Esc-100 RESLIG-100 (rescate ligero)
- Compañía de Bomberos Voluntarios Higos Urco n.º 101 Chachapoyas
- Compañía de Bomberos Voluntarios Virgen del Rosario n.º 102
- Compañía de Bomberos Voluntarios Yarinacocha n.º 103
- Compañía de Bomberos Voluntarios Campo Verde n.º 104
- Compañía de Bomberos Voluntarios Villa el Salvador n.º 105. Máquinas operativas M105-1 Amb-105
- Compañía de Bomberos Voluntarios Villa María del Triunfo n.º 106. Máquinas operativas M106-1 M106-3 Amb-106
- Compañía de Bomberos Voluntarios Ismael Pomar Iturrino n.º 107
- Compañía de Bomberos Voluntarios Capitán FAP José Quiñónes Gonzáles n.º 108
- Compañía de Bomberos Voluntarios Urcos n.º 109
- Compañía de Bomberos Voluntarios Peruana n.º 110
- Compañía de Bomberos Voluntarios San Pedro de Mala n.º 111. Máquinas operativas M111-1 M111-2 Amb-111
- Compañía de Bomberos Voluntarios Tarata n.º 112
- Compañía de Bomberos Voluntarios Tnte. CBP Eleazar Blanco n.º 113
- Compañía de Bomberos Voluntarios Mariscal Cáceres n.º 114
- Compañía de Bomberos Voluntarios Brig. Gral. CBP Virgilio Airaldi Panettiere n.º 115 "Chaclacayo". Máquinas operativas M115-1 Res-115 Amb-115-I Amb-115-II (rural)
- Compañía de Bomberos Voluntarios San Sebastián n.º 116. CISTERNA 116, MAQUINA DE AGUA 116. AMB- 116, RES - 116.
- Compañía de Bomberos Voluntarios Bellavista n.º 117
- Compañía de Bomberos Voluntarios Urubamba n.º 118
- Compañía de Bomberos Voluntarios San Jerónimo n.º 119
- Compañía de Bomberos Voluntarios San Juan de Miraflores n.º 120. Máquinas operativas M120-1 M120-3 Res-120 SAMU-120 Amb-120
- Compañía de Bomberos Voluntarios San Juan de Lurigancho n.º 121. Máquinas operativas M121-1 M121-3 SAMU-121 Amb-121 Esc-121
- Compañía de Bomberos Voluntarios Calca n.º 122
- Compañía de Bomberos Voluntarios Boca del Río n.º 123
- Compañía de Bomberos Voluntarios Comas n.º 124. Máquinas operativas M124-1 Cist-124-4 SAMU-124 Res-124 Amb-124 Amb-124-2 MATPEL-124
- Compañía de Bomberos Voluntarios Punta Negra n.º 125. Máquinas operativas M125-1 M125-4 Res-125 Amb-125
- Compañía de Bomberos Voluntarios Espinar n.º 126
- Compañía de Bomberos Voluntarios Salamanca n.º 127. Máquinas operativas M127-1 Res-127 SAMU-127 Amb-127 MATPEL-127
- Compañía de Bomberos Voluntarios "Nuestra Señora de Guadalupe" N° 128 - Guadalupe
- Compañía de Bomberos Voluntarios a San Pedro de Lurín n.º 129. Máquinas operativas M129-1 Amb-129
- Compañía de Bomberos Voluntarios Santa Bárbara n.º 130
- Compañía de Bomberos Voluntarios Pisac n.º 131
- Compañía de Bomberos Voluntarios Paucartambo-Cusco n.º 132
- Compañía de Bomberos Voluntarios Chilca n.º 133. Máquinas operativas M133-1 M133-2 Res-133 Amb-133
- Compañía de Bomberos Voluntarios Santiago Apóstol n.º 134. Máquinas operativas M134-1 Res-134 Amb-134 Escala 134
- Compañía de Bomberos Voluntarios Francisco Bolognesi n.º 135
- Compañía de Bomberos Voluntarios Brigadier CBP Juan Peñaloza Salas n.º 136
- Compañía de Bomberos Voluntarios Jorge Basadre n.º 137
- Compañía de Bomberos Voluntarios Tco. CBP Carlos León Delgado Santa Anita n.º 138. Máquinas operativas M138-1 M138-4 Res-138 SAMU-138 Amb-138 Matpel-138
- Compañía de Bomberos Voluntarios Atalaya n.º 139
- Compañía de Bomberos Voluntarios Renzo Thomas Cane de Garay - Yanahuara n.º 140 Máquinas Operativas M-140 Res-140 Esc-140 Amb-140 Aux-140
- Compañía de Bomberos Voluntarios Laberinto n.º 141
- Compañía de Bomberos Voluntarios Saposoa n.º 142
- Compañía de Bomberos Voluntarios Micaela Bastidas n.º 143
- Compañía de Bomberos Voluntarios Samuel Málaga n.º144 Máquinas Operativas M144 amb-144
- Compañía de Bomberos Voluntarios Aucayacu n.º 145
- Compañía de Bomberos Voluntarios Amarilis n.º 146
- Compañía de Bomberos Voluntarios Satipo n.º 147
- Compañía de Bomberos Voluntarios Curahuasi n.º 148
- Compañía de Bomberos Voluntarios Illimo n.º 149
- Compañía de Bomberos Voluntarios Brig. CBP Julio Upiachihua Cárdenas n.º 150. Máquinas operativas M150-1 M150-3 Cist-150 Res-150 Amb-150
- Compañía de Bomberos Voluntarios Morropón n.º 151
- Compañía de Bomberos Voluntarios Marcona n.º 152 Máquinas operativas Med-152
- Compañía de Bomberos Voluntarios Andahuaylas n.º 153
- Compañía de Bomberos Voluntarios Salvadora Pics” n.º 154
- Compañía de Bomberos Voluntarios Nuevo Milenio n.º 155. Máquinas operativas M155-1 M155-2 Cist-155 Res-155 Amb-155
- Compañía de Bomberos Voluntarios Casma n.º 156
- Compañía de Bomberos Voluntarios San Clemente n.º 157
- Compañía de Bomberos Voluntarios Celendín n.º 158
- Compañía de Bomberos Voluntarios Los Baños del Inca n.º 159
- Compañía de Bomberos Voluntarios Pachacamac n.º 160. Máquinas operativas M160-1 M160-3 Res-160 Amb-160
- Compañía de Bomberos Voluntarios Los Olivos n.º 161. Máquinas operativas M161-1 Res-161 Med-161 Amb-161
- Compañía de Bomberos Voluntarios Rioja n.º 162. Máquinas operativas M162-1 Res162-1 Amb162-1
- Compañía de Bomberos Voluntarios Ancón” n.º 163. Máquinas operativas M163-1 M163-2 Res-163 Amb-163
- Compañía de Bomberos Voluntarios Carabayllo n.º 164. Máquinas operativas M164-1 M164-5 Res-164 Amb-164
- Compañía de Bomberos Voluntarios Sama Las Yaras n.º 165
- Compañía de Bomberos Voluntarios Alto de la Alianza n.º 166
- Compañía de Bomberos Voluntarios Chalhuanca n.º 167
- Compañía de Bomberos Voluntarios Independencia n.º 168. Máquinas Operativas M168-1 Res-168 Amb-168
- Compañía de Bomberos Voluntarios Capitán CBP Andrés Román Gutiérrez n.º 169 Máquinas operativas M169-4 Res-169 Amb-169
- Compañía de Bomberos Voluntarios Ayaviri n.º 170
- Compañía de Bomberos Voluntarios Ofelia Banchero de Datorre n.º 171. Máquinas operativas Res-171 Res 171-2 Amb-171 Med-171 MATPEL-171 Elect-171
- Compañía de Bomberos Voluntarios San Judas Tadeo n.º 172
- Compañía de Bomberos Voluntarios Cartavio. n.º 173
- Compañía de Bomberos Voluntarios Olmos n.º 174
- Compañía de Bomberos Voluntarios Nauta n.º 175
- Compañía de Bomberos Voluntarios El Agustino n.º 176. Máquinas operativas M176-1 M176-3 Amb-176
- Compañía de Bomberos Voluntarios Washington State n.º177
- Compañía de Bomberos Voluntarios Nueva Cajamarca n.º 178
- Compañía de Bomberos Voluntarios Alberto Benavides de la Quintana n.º 179
- Compañía de Bomberos Voluntarios Teniente CBP José Trabuco Trabuco n.º 180
- Compañía de Bomberos Voluntarios Caraz n.º 181
- Compañía de Bomberos Voluntarios Virgen de la Candelaria n.º 182
- Compañía de Bomberos Voluntarios Virgen del Carmen n.º 183 Máquinas operativas M183-1 M183-4 Amb-183
- Compañía de Bomberos Voluntarios Brig. CPB Alejandro Reyes Leon n.º 184 Máquinas operativas M184-1 Cist-184 amb-184
- Compañía de Bomberos Voluntarios Villa Perené n.º 185
- Compañía de Bomberos Voluntarios Mariano Melgar y Valdivieso n.º 186

Máquinas Operativas
M186 cist-186 amb-186
- Compañía de Bomberos Voluntarios Cap. CBP Rafael Glave Chávez - Miraflores n.º 187

Máquinas Operativas
M187 Cist-187 Amb-187 res-187
- Compañía de Bomberos Voluntarios Laredo n.º 188
- Compañía de Bomberos Voluntarios Samegua n.º 189
- Compañía de Bomberos Voluntarios Illescas n.º 190
- Compañía de Bomberos Voluntarios Maizavilca n.º 191
- Compañía de Bomberos Voluntarios Salvadora Caballo Cocha n.º 192
- Compañía de Bomberos Voluntarios Brigadier CBP César Francisco Fonseca Gonzales n.º 193 Máquinas operativas M193-3 Res-193 Med-193
- Compañía de Bomberos Voluntarios Coronel Gregorio Alabarracín n.º 194
- Compañía de Bomberos Voluntarios Brigadier Mayor CBP José Esteves Castro n.º 195
- Compañía de Bomberos Voluntarios Salvadora Requena n.º 196
- Compañía de Bomberos Voluntarios El Tambo n.º 198
- Compañía de Bomberos Voluntarios ..... 200 Máquinas Operativas M200-3 Res-200 Med-200
- Compañía de Bomberos Voluntarios Jesús María n.º202. Máquinas operativas M202-1 Amb-202 Esc-202
- Compañía de bomberos voluntarios "El Pedregal" n.° 205

Máquinas Operativas
M205 Amb-205 Res-205
- Compañía de bomberos Voluntarios "Cocachacra" n.° 209

M209 Amb-209 Cis-209
- Compañía de Bomberos Voluntarios Comandante CBP. Glicerio García Campos "El Porvenir" N°215. Máquinas Operativas: M215-01 Amb-215-01 Aux-215-01
- Compañía de Bomberos Voluntarios "La Esmeralda" N°220 - HUANTA.
- Compañía de Bomberos Voluntarios Brigadier General Roberto Ognio Baluarte n.°221. Máquinas Operativas: Amb221 Reslig221 M221-1 Cist221 Cist221-2 Aux221
- Compañía de bomberos Voluntarios "Virgen de Chapí n.°233"

Máquinas Operativas
M233 Amb-233 Aux-233
- Compañía de bomberos Voluntarios "Jacobo Hunter n.° 241"

Máquinas Operativas
Amb-241 Res-241
- Compañía de Bomberos Voluntarios Cieneguilla N° 244]

## Funciones del CGBVP
1. Promover y coordinar las acciones de prevención de incendios y accidentes, evaluando los riesgos para la vida y la propiedad, notificando a las autoridades competentes la violación de las normas vigentes sobre la materia.
2. Combatir incendios, rescatar y salvar vidas expuestas a peligro por incendios o accidentes, atendiendo las emergencias derivadas de los mismos, prestando socorro y asistencia debida.
3. Participar en las acciones de apoyo al control de los daños ocasionados por desastres o calamidades, naturales o inducidos, bajo la orientación del Instituto Nacional de Defensa Civil, en tanto ente rector del Sistema Nacional de Defensa Civil.
4. Formular, coordinar, aprobar, ejecutar y supervisar planes y programas técnicos relacionados con la prevención y combate de incendios.
5. Combatir incendios, atender emergencias ocasionadas por incendios o accidentes, prestando el socorro y la ayuda debidas.
6. Dirigir y controlar, a nivel nacional, las actividades de las organizaciones que desarrollen acciones contra incendio y rescate en caso de siniestros, a excepción de las correspondientes a las Fuerzas Armadas y Policía Nacional del Perú.
7. Brindar el apoyo requerido por las autoridades respectivas para la mitigación de desastres naturales e inducidos, conforme a las directivas del Sistema Nacional de Defensa Civil.

## Jerarquía Institucional
Restituyen la vigencia de la R.M. N° 129-2000-PCM.
se publicó en el Diario Oficial "El Peruano" la Resolución Ministerial 198-2010 PCM en la cual se indica que se deja sin efecto los cambios de rangos que establecía la resolución 247-2009-PCM. Es decir, que los actuales grados del CGBVP (Suboficial, Mayor, coronel, General, etc) quedan sin efecto, y se restituye la vigencia de la norma anterior que regulaba los rangos seccionario, subteniente, teniente, capitán, etc.
Oficiales
| Categoría   | Oficiales Generales | Oficiales Generales | Oficiales Generales | Oficiales superiores | Oficiales superiores | Oficiales | Oficiales | Oficiales   | Subalternos |
| ----------- | ------------------- | ------------------- | ------------------- | -------------------- | -------------------- | --------- | --------- | ----------- | ----------- |
| Insignia    |                     |                     |                     |                      |                      |           |           |             |             |
| Grado       | Comandante general  | Brigadier general   | Brigadier mayor     | Brigadier            | Teniente brigadier   | Capitán   | Teniente  | Subteniente | Seccionario |
| Abreviatura | CMTE GRAL           | BRIG GRAL           | BRIG MY             | BRIG                 | TTE BRIG             | CAP       | TTE       | STTE        | SECC        |